# Sidney Charles Bartholemew Gascoigne

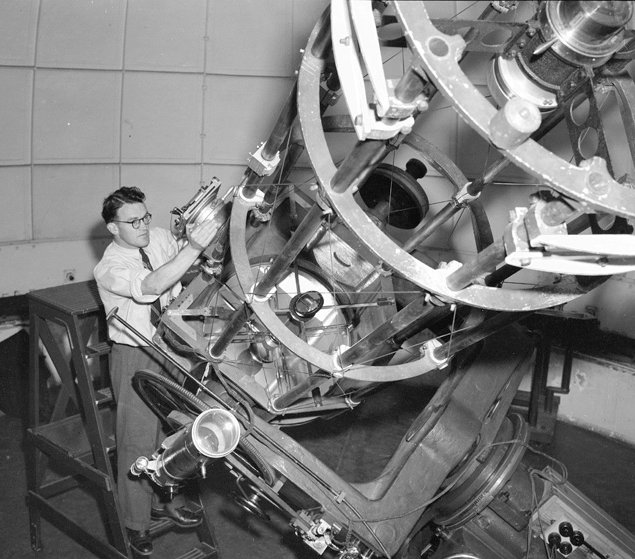
Sidney Charles Bartholemew Gascoigne

Sidney Charles Bartholemew Gascoigne AO (* 11. November 1915 in Napier, Neuseeland; † 25. März 2010 in Canberra) war ein australischer Astronom. 
Er erhielt 1937 einen Master of Science an der Universität Auckland, 1941 einen Doctor of Philosophy an der Universität Bristol. Von 1964 bis 1980 war er als Professor an der Australian National University in Canberra tätig, seit 1966 Fellow of the Australian Academy of Science. Er entwickelte unter anderem asphärische Korrektoren für Spiegelteleskope, die deren Sichtfeld erweitern, wie sie in den Irénée du Pont und Henrietta Swope Teleskopen des Las Campanas-Observatoriums eingesetzt werden.
Er war mit der Künstlerin Rosalie Gascoigne verheiratet und hatte drei Kinder.